# Arbutus bicolor
Arbutus bicolor és una espècie d'arbre que pertany a la família de les ericàcies  (Ericaceae) que és nativa de Mèxic.

## Descripció
Arbutus bicolor és un arbre de 4 a 25 m d'alt. Igual que en altres espècies del gènere, només les parts més velles de la planta retenen una escorça exterior grisenca i quadriculada; mentre que a les branques joves s'exfolia a làmines primes, deixant al descobert l'escorça interior, d'un color rosat, marró o crema. El epítet "bicolor" es refereix als dos colors que presenten les fulles: el feix verd fosc i el revers de color crema, ocre o oxidat, a causa d'una densa coberta de pèls que amaga la superfície. Per aquesta densa vellositat, l'espècie ha estat freqüentment confosa amb Arbutus glandulosa, una variant glandular de A. xalapensis.
La inflorescència és una panícula terminal de raïms de nombroses flors petites de color rosat o blanquinós. El fruit és una baia globosa, ataronjada o vermellosa, de fins a 1 cm de diàmetre. És comestible en petites quantitats. Floreix a la tardor i fructifica a la tardor i hivern.

## Distribució i hàbitat
Arbutus bicolor és endèmic de Mèxic, des de Chihuahua fins a Puebla, Tlaxcala i Veracruz. Es distribueix àmpliament en la Sierra Madre Occidental, amb unes poques localitats en l'Eix Volcànic Transversal. Cap a l'extrem oriental de la seva distribució, híbrida amb Arbutus xalapensis. Entre les espècies d'arboç mexicanes, A. bicolor és la que millor s'adapta a temperatures baixes, per la qual cosa té un ampli rang altitudinal.

## Taxonomia
Arbutus bicolor va ser descrita per María del Socorro González Elizondo, Martha González Elizondo i Paul Davidson Sørensen a Acta Botánica Mexicana 99: 55–72, a l'any 2012.
Etimologia
Arbutus: nom genèric llatí amb què es coneixia a l'arboç variant europea i mediterrània d'aquesta espècie.
bicolor: epítet llatí que té el mateix significat que en català significa "de dos colors".